# 朱國俊
朱國俊（16世紀—17世紀），字冰壺，後軍都督府興州後屯衛籍，北直隸順天府通州三河縣人，清朝政治人物。

## 生平
朱國俊是天啟七年（1627年）舉人，順治三年（1646年）成進士，先在戶部觀政，後獲授五臺知縣，八年（1651年）因事被降為猗氏縣丞，士民哭著為他營辦舉所，他恐怕違背人情於是暫居，執經問字者接踵而來，後來他辭官回鄉，士民泣送數十里，恬淡自如，不接受銓選，在家中種花和竹，把酒長吟，有瀟然塵外之意。

## 家族
曾祖朱臣，指揮；祖父朱紹文，副總兵；父朱崇道，誥封都督同知，兄弟朱國彥，萬曆三十八年武進士。

## 引用
1. 1 2  民國《三河縣志·卷十二·人物志上》：朱國俊，字冰壺，資性穎慧，博古好學，登賢書值本朝定鼎，成順治丙戌進士，授五臺令未一載以事被謫，士民涕泣留為營室，治具國俊恐違人情遂暫焉，執經問字者接踵而至，後歸士民泣送數十里，及抵舍敝廬數椽，恬淡自如，屢銓不赴，種竹蒔花坐嘯其下，把酒長吟有瀟然塵外意焉。
2. 1 2  《順治三年丙戌科進士三代履歷》：朱國俊，曾祖臣，指揮；祖紹文，副總兵；父崇道，誥封都督同知。冰壺，易六房，癸卯七月十八日生，三河人，興州衛籍，丁卯一百三十五名，會試六十一名，三甲一百七十八名，戶部觀政，授山西五臺知縣，辛卯降山西猗氏縣丞。
3. ↑  民國《三河縣志·卷九·選舉卷》：封廕 明……朱崇道，任守備，以子國彥貴，誥贈榮祿大夫，封其妻蘇氏為夫人 朱國彥，崇道子，任薊鎮三屯營總兵，誥授榮祿大夫、驃騎將軍、後軍都督府同知，封其妻張氏為夫人